# پارک‌ویل، نیو ساوت ولز
پارک‌ویل (به انگلیسی: Parkville) یک حومه شهر در استرالیا است که در نیو ساوت ولز واقع شده‌است.